# Horodnic de Jos
Horodnic de Jos es una comuna ubicada en el distrito de Suceava, Rumania.

## Superficie
Posee una superficie de 25,57 kilómetros cuadrados.

## Demografía
Hasta 2021 la población era de 2253 habitantes, con una densidad de población de 88,11 habitantes por kilómetro cuadrado.